# ويليام-بيير غرانت
ويليام-بيير غرانت هو سياسي كندي، ولد في 3 يونيو 1872 في شيكوتيمي في كندا، وتوفي في 25 أغسطس 1943 في باتيسكون في كندا. نشط حزبياً في حزب كيبيك الليبرالي. وقد انتخب عضو الجمعية الوطنية في كيبك ‏.